# Jeroen Hertzberger
Jeroen Hertzberger né le 24 février 1986 à Rotterdam, est un joueur de hockey sur gazon néerlandais. Il joue au poste d'attaquant au HC Rotterdam et a joué avec l'équipe nationale néerlandaise jusqu'en 2021. Il est actuellement troisième entraîneur de l équipe de France de hockey sur gazon.

## Carrière

### Coupe du monde
- : 2014, 2018
- : 2010

### Championnat d'Europe
- : 2015, 2021
- : 2011
- : 2009, 2013, 2019

### Jeux olympiques
- Top 8 : 2008, 2016, 2020